# 赫尔米诺人
赫尔米诺人（德文：Herminonen）是於存於1世紀前后的一支日耳曼人部落，最初居住在現今歐洲德國北部易北河畔，而後勢力逐漸擴張至現今德國南部的巴伐利亞、士瓦本和波希米亚。